# Juan Kouyoumdjian
Juan Kouyoumdjian, également connu sous le nom de Juan K, né en 1971 à Buenos Aires, est un architecte naval argentin établi à Valence (Espagne). Ses réalisations ont remporté plusieurs grandes courses, dont les éditions 2005-2006, 2008-2009 et 2011-2012 de la Volvo Ocean Race.

## Conceptions
- 2005 : 
  - ABN AMRO I, 70 pieds VOR70, skippé par Mike Sanderson et vainqueur de la Volvo Ocean Race 2005-2006
  - ABN AMRO II, 70 pieds VOR70, skippé par Sébastien Josse

- 2007 : 
  - Hugo Boss, 60 pieds IMOCA skippé par Brian Thompson, Alex Thomson, Wouter Verbraak

- 2008 :
  - Ericsson 4, 70 pieds VOR70, skippé par Torben Grael et vainqueur de la Volvo Ocean Race 2008-2009
  - Ericsson 3, 70 pieds VOR70, skippé par Anders Lewander et Magnus Olsson

- 2011 : 
  - Cheminées Poujoulat, 60 pieds IMOCA skippé par Bernard Stamm
  - Groupama 4, 70 pieds VOR70, skippé par Franck Cammas et vainqueur de la Volvo Ocean Race 2011-2012. Devenu Wizard, skippé par Charlie Enright, il termine 1er sur 334 de la Fastnet Race 2019, au classement IRC toutes catégories
  - Telefónica, 70 pieds VOR70, skippé par Iker Martínez
  - Puma, 70 pieds VOR70, skippé par Ken Read

- 2019
  - Arkea-Paprec skippé par Sébastien Simon participant au Vendée Globe 2020-2021

- 2020
  - Corum L'Épargne skippé par Nicolas Troussel participant au Vendée Globe 2020-2021